# Иманова, Гюльбаджи Алиакпер кызы
Гюльбаджи́ Алиакпе́р кызы́ Има́нова (род. 13 февраля 1956, Баку, Азербайджанская ССР, СССР) — азербайджанский дирижёр и хормейстер, художественный руководитель Азербайджанской государственной хоровой капеллы. Народная артистка Азербайджана (2005). Персональный стипендиат Президента Азербайджанской Республики (2022).

## Биография
Закончила Азербайджанскую государственную консерваторию по специальности «хоровое дирижирование».
С 1980 года преподаёт дирижирование и спецпредметы (хороведение, методику преподавания хоровых дисциплин, хоровую литературу, чтение партитур, хор) сначала в Бакинском музыкальном училище им. А. Зейналлы, а затем с 1993 года в Бакинской музыкальной академии.
С 1989 года является главным хормейстером Оперной студии им. Ш. Мамедовой при Бакинской музыкальной академии.
В 1996 году назначена художественным руководителем и главным дирижёром Азербайджанской государственной хоровой капеллы.
В 2000 году удостоена почётного звания Заслуженного деятеля искусств, в 2005 году — Народной артистки Азербайджана.
С 1999 года доцент кафедры хорового дирижирования. В настоящее время занимает должность профессора кафедры. Имеет почётные грамоты Министерства культуры Грузии и президента Грузии Э. Шеварднадзе за участие в международном хоровом фестивале в 1996 году, а также почётные правительственные призы Турции за участие в международных фестивалях 1999, 2000 гг.
За время преподавательской деятельности воспитала целый ряд дирижёров-хормейстеров, среди них 5 магистров, 10 бакалавров, ассистент-аспирант.